# Schoppershof (metropolitana di Norimberga)
La stazione di Schoppershof è una stazione della metropolitana di Norimberga, servita dalla linea U2.

## Storia
La stazione di Schoppershof venne attivata il 22 maggio 1993, come capolinea della tratta da Rathenauplatz; rimase capolinea fino al 27 gennaio 1996, quando venne attivata la tratta seguente fino alla stazione di Herrnhütte.

## Interscambi
- Fermata autobus[2]